# Dryadodaphne trachyphloia
Dryadodaphne trachyphloia är en tvåhjärtbladig växtart som beskrevs av Richard Schodde. Dryadodaphne trachyphloia ingår i släktet Dryadodaphne och familjen Atherospermataceae. Inga underarter finns listade i Catalogue of Life.